# Гидроавиасалон

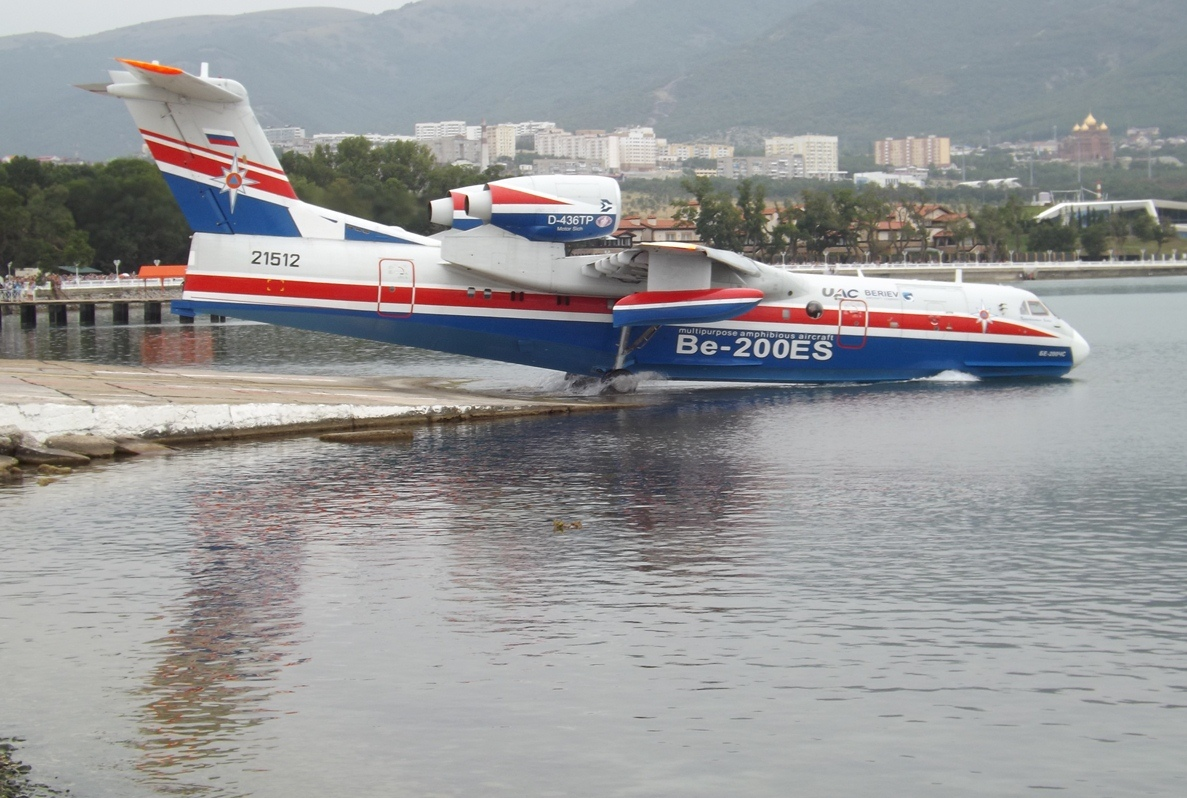
Бе-200, официальный символ Гидроавиасалона (снято на Гидроавиасалоне-2018)

Международная выставка и научная конференция по гидроавиации «Гидроавиасалон» — международный авиасалон по гидроавиации, проходящий в России каждый второй (чётный) год начиная с 1996 года, чередуясь с МАКСом. Проходит в бухте города Геленджик на территориях испытательно-экспериментальной базы ТАНТК им. Г. М. Бериева и аэропорта «Геленджик». Основные демонстрационные полёты проводятся над территорией Геленджикской бухты. Гидросамолёты стартуют с гидроспуска ТАНТК им. Бериева, участвующие в авиасалоне пилотажные группы стартуют с полосы Геленджикского аэропорта.
Организатором Гидроавиасалона является Минпромторг России, устроителем — ОАК, а выставочным оператором ТАНТК им. Г. М. Бериева.
Обычные участники лётной программы — гидросамолёты ТАНТК Бериева Бе-200, А-40, Бе-12, P-200 и Бе-103. Также постоянными участниками авиашоу в Геленджике является пилотажная группа «Стрижи», уже несколько лет выступает здесь и аэроклуб «Первый полет».

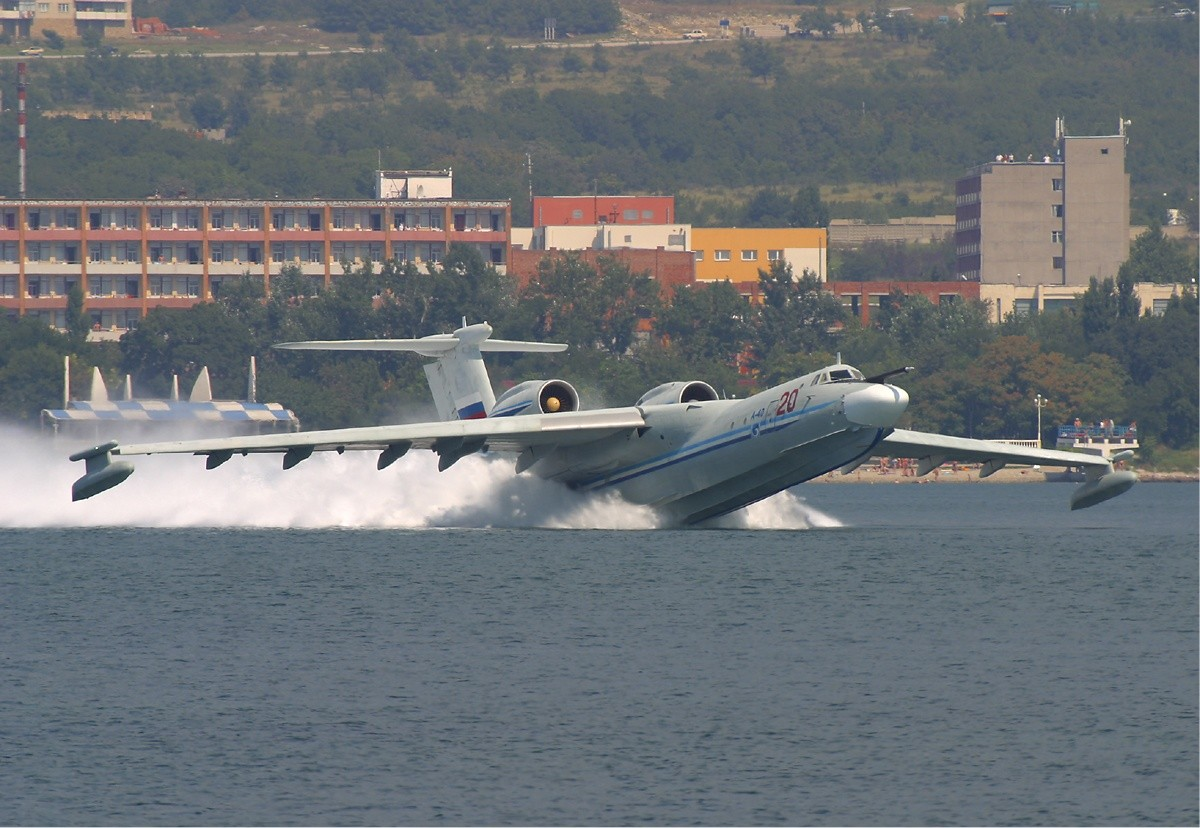
А-40

Официальным символом Гидроавиасалона является самолёт Бе-200, по традиции его взлёт со сбросом воды в цветах российского флага официально открывает Гидроавиасалон. Полёты Бе-200 проходят даже в бизнес-день, когда большинство самолётов-участников авиасалона ещё не выступают с лётной программой.
В рамках Гидроавиасалона-2018 прошел первый региональный этап спортивного турнира по высшему пилотажу «Кубок МАКС», финал которого пройдёт на выставке МАКС-2019.
Также в рамках Гидроавиасалона-2018 прошел этап Детского дивизиона Национальной парусной лиги на яхтах класса «Оптимист».

## Список
Прошедшие Гидроавиасалоны:
1. Геленджик '96
2. Геленджик '98
3. Гидроавиасалон '2000
4. Гидроавиасалон '2002
5. Гидроавиасалон '2004
6. Гидроавиасалон '2006
7. Гидроавиасалон '2008
8. Гидроавиасалон '2010
9. Гидроавиасалон '2012
10. Гидроавиасалон '2014 Дата проведения 04.09.2014 — 07.09.2014
11. Гидроавиасалон '2016 Дата проведения 22.09.2016 — 25.09.2016
12. Гидроавиасалон '2018 Дата проведения 06.09.2018 — 09.09.2018[2]